# جوجي موريكاوا
جورج (جوجي) موريكاوا (باليابانية: 森川 ジョージ، بالروماجي: Morikawa Jōji) هو مانغاكا ياباني ولد في 17 يناير 1966 في طوكيو، هو مؤلف المانغا اليابانية المعروفة هاجيمي نو ايبو وهي مانغا ملاكمة.

## أعماله
- هاجيمي نو إيبو 1989 أكتوبر- ؟.[1][2]

## وصلات خارجية
- جوجي موريكاوا على موقع IMDb (الإنجليزية)
- جوجي موريكاوا على موقع قاعدة بيانات الفيلم (الإنجليزية)
- جوجي موريكاوا على موقع ANN person (الإنجليزية)

- جوجي موريكاوا في شبكة اخبار الانمي